# Kim Kwang-seok
Kim Kwang-seok (김광석?, 金光石?; Daegu, 22 gennaio 1964 – Seul, 6 gennaio 1996) è stato un cantautore sudcoreano.
Debuttò nel 1984 come membro dei Noraereul Channeun Saramdeul, una band folk di attivisti, e raggiunse il successo l'anno seguente insieme ai Dongmulwon. Nel 1989 avviò la propria carriera solista pubblicando un album, arrivando a vendere cinque milioni di copie nel 2007. Nel 1996 si suicidò impiccandosi.
In un'intervista a settembre 1995, condivise la speranza che la sua musica fosse una via di fuga per coloro che cercavano la speranza in una vita difficile. Considerato tra i musicisti che hanno giocato un ruolo importante nel portare il genere folk alla ribalta, le sue canzoni, dai testi sentimentali, "raffiguravano la sofferenza e la frustrazione degli individui in un tempo in cui la società stava lottando durante i primi passi della democrazia dopo una rapida industrializzazione". La sua popolarità è proseguita nel tempo con riedizioni dei dischi, cover e concerti in sua memoria.
Nel 2014 gli è stato conferito un encomio dal Ministero della Cultura, dello Sport e del Turismo della Corea del Sud.

## Biografia
Kim Kwang-seok nasce il 22 gennaio 1964 a Daebong-dong, Taegu. La famiglia, composta anche da due fratelli e da due sorelle maggiori, si trasferisce a Seul nel 1968 quando il padre di Kim perde il lavoro di professore per via del suo coinvolgimento in un sindacato illegale di insegnanti. Alle medie, Kim studia il violino, l'oboe e il flauto, e alle superiori entra nel coro. Nel 1982 s'iscrive all'università Myongji per studiare economia, lavorando intanto part-time come cantante in un bar, e due anni dopo prende parte al musical di Kim Min-ki Gaettongi (개똥이?) e si unisce alla band folk di studenti attivisti Noraereul Channeun Saramdeul (노래를 찾는 사람들?; lett. "Persone alla ricerca di canzoni"), partecipando al primo album.
Nel 1985 si arruola per il servizio militare obbligatorio, dal quale viene congedato sei mesi dopo siccome il fratello maggiore era morto alcuni anni prima, e ritorna a scuola nei Noraereul Channeun Saramdeul. Nell'estate del 1987, Kim Kwang-seok e altri studenti musicisti formano la band folk rock Dongmulwon (동물원?; lett. "Zoo"); nel 1988 pubblicano il primo album con l'aiuto di Kim Chang-wan, cantante principale dell'influente band rock Sanullim, che lo produce e aiuta la popolarità della band. Dopo il secondo album, Kim lascia i Dongmulwon per delle divergenze tra i membri ed esordisce come solista a ottobre 1989. All'album di debutto ne seguono altri due nel 1991 e 1992, accolti positivamente dalla critica e dal pubblico, che cementano la sua identità di cantante folk. Nel 1992 diventa DJ di un programma radiofonico, ma, dopo una controversia con un ospite, viene allontanato. Nel 1993 festeggia il suo decimo anniversario con un concerto della durata di un mese al piccolo teatro Hakjeon di Daehangno e pubblicando un album di remake di canzoni folk rock coreane, Recalling I.
Nel 1994 pubblica un quarto album in studio; continua a tenere concerti, arrivando a mille a Daehangno nell'agosto 1995, e gira per il Paese, ma si esibisce anche all'estero all'università della Pennsylvania e alla Merkin Concert Hall di Manhattan. Sempre nel 1995 esce Recalling II.
Il 6 gennaio 1996, Kim viene trovato morto in casa all'alba con un cavo elettrico attorno al collo. La polizia lo ritiene un suicidio, sebbene la famiglia avanzi l'ipotesi non dimostrata di omicidio, sostenendo che il suo matrimonio non fosse felice e avesse chiesto il divorzio il giorno prima. Due giorni dopo viene cremato.

## Vita privata
Kim Kwang-seok si sposò nel 1990 con Seo Hae-soon. L'anno seguente nacque una figlia, Kim Seo-yeon; la ragazza, autistica, morì nel 2007 a sedici anni in seguito a una malattia respiratoria, ma la sua morte fu resa nota dalla madre dieci anni più tardi: fino a quel momento, si credeva vivesse negli Stati Uniti.

## Eredità
Il 6 gennaio 2008, data del dodicesimo anniversario della morte di Kim, è stata svelata una scultura commemorativa presso la sala concerti dove Kim era solito esibirsi e, nel 2009, gli è stata dedicata una strada a Daegu, sua città natale, con murali e statue. A partire dal 2009 si tiene un concerto commemorativo annuale con cantanti sempre diversi che reinterpretano le sue canzoni.
Nella storia della musica popolare coreana, è il diretto discendente e il successore del folk rock coreano moderno inaugurato da Han Dae-su e fiorito con Kim Min-ki, Jung Tae-choon e Cho Dong-jin nei primi anni Settanta durante la dittatura di Park Chung-hee. Sebbene la sua musica fosse radicata, agli inizi, nelle questioni sociali, si immedesimò anche nel dolore e nella frustrazione degli individui sviliti nella lotta per la democrazia. Il critico musicale Lee Joo-yup sostenne che le sue canzoni ritraggano individui che vacillano costantemente al confine tra pessimismo e ottimismo, ma non rinunciano mai ad affrontare la realtà.

## Discografia

### Album in studio
- 1989 – Kim Kwang-seok 1
- 1991 – Kim Kwang-seok 2nd
- 1992 – Kim Kwang-seok 3rd My Song
- 1994 – Kim Kwang-seok 4th

### Album dal vivo
- 1996 – Kim Kwang-seok Life Story
- 1996 – Kim Kwang-seok Singing Story

### Raccolte
- 1993 – Kim Kwang-seok Recalling I
- 1995 – Kim Kwang-seok Recalling II